# Plaisir d'amour
Plaisir d'amour - класичний французький романс 1784 року Жана Мартіні на слова Жана-П'єра Кларі де Флоріана. 
Романс відомий також у оркеструванні Ектора Берліоза 1859 року.
У пісні розповідається про сумне кохання до зрадливої Сільвії. 
Серед відомих виконавців пісні Івонн Прентам, Ірен Дюнн, Тіно Россі, Джоан Баез, Нана Мускурі, Доротея, Бріжіт Бардо, Барбара Гендрікс, Андреа Бочеллі, Мірей Матьє, Іван Реброфф та інші...
Під впливом Plaisir d'amour написаний відомий хіт Елвіса Преслі Can't Help Falling in Love.

## У вікіджерелах
- Французький текст [Архівовано 20 грудня 2021 у Wayback Machine.]
- Відомості про пісню і текст (фр.) [Архівовано 25 травня 2011 у Wayback Machine.]